# Bertil Sjöberg
Bertil Sjöberg (* 24. März 1914 in Malmö; † 19. Oktober 1999 ebenda) war ein schwedischer Maler.

## Leben
Bertil Sjöberg war schwedischer Nationalität, doch sowohl biografisch als auch künstlerisch Europäer. Seine Mutter war Wienerin, sein Vater, Spross einer Industriellenfamilie, schwedischer Offizier und  später schwedischer Konsul in Nizza. Seine Schulzeit verbrachte Bertil Sjöberg in Malmö, im Stiftsgymnasium Melk an der Donau und in anderen Internaten Europas. Er studierte zunächst Kunst bei Edward Berggren in Stockholm, dann bei Rostrup Boysen in Dänemark und beendete sein Studium bei Kresten Iversen an der Königlich Dänischen Kunstakademie in Kopenhagen. Nach dem klassischen Studienaufenthalt in Paris 1939, wo Pierre Bonnard und Paul Cézanne ihn nachhaltig beeindruckten, und einem ersten kurzen Aufenthalt auf Ibiza, verbrachte er vier Jahre auf Bornholm. Danach lebte er, inzwischen Familienvater, mit Frau Bitten und Sohn Miguel zunächst in Dänemark, dann von 1955 bis 1970 auf Ibiza.

## Grupo Ibiza 59
Der Aufenthalt auf Ibiza bedeutete für ihn von Anfang an nicht nur eine neue Welt an Motiven und Inspirationen, sondern vor allem die Hinwendung zur informellen Kunst, die seine Arbeit in dieser Zeit grundlegend beeinflusste.
Unter den auf Ibiza lebenden Künstlern entstanden über nationale Grenzen hinweg Freundschaften mit gemeinsamen künstlerischen Interessen und Zielen. Daraus resultierte die Grupo Ibiza 59, zu der Erwin Bechtold, Erwin Broner, Hans Laabs, Katja Meirowsky, Bob Munford, Egon Neubauer, Antonio Ruiz und Heinz Trökes – mit dem Bertil Sjöberg lebenslang in Kontakt blieb – gehörten. Später stießen die Künstler Carlos Sansegundo, Pierre Haubensak und Bob Thompson dazu. Gemeinsam organisierte die Gruppe Ausstellungen, die über Spanien hinaus Beachtung fanden. „Sie kamen aus Barcelona, Madrid und anderen Galerien in Europa und wollten sehen, was wir da machten“, erinnerte Bertil Sjöberg sich später in einem Interview.

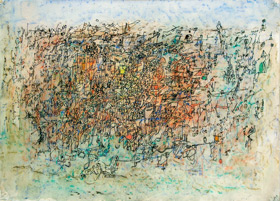
Aquarell und Tusche, Ibiza, 1960er Jahre

Eine große Ausstellung im Berliner Haus am Waldsee, von der Galerie Brusberg (damals Hannover) arrangiert, machte die grupo ibiza 59 auch in Deutschland bekannt.
„Abgesehen von der vorausgesetzten Verwandtschaft in der Wahl neuer Ausdrucksarten und Mittel zeigte sich eine merkwürdige, überraschende Art von Gemeinschaft, die uns in unserem Schaffen verbindet“, schrieb Erwin Broner noch als Vorwort des Katalogs. Doch die Gruppe begann sich aufzulösen. 1964 nannte der Galerist Ivan Spencer (Ibiza) eine Ausstellung in den Leicester Galleries, London, bei der nicht nur die Mitglieder der Gruppe Ibiza, sondern auch weitere auf Ibiza lebende Künstler wie Karl Fred Dahmen vertreten waren, bereits „Inspiration Ibiza“. Bertil Sjöberg war ohnehin in erster Linie ein Einzelgänger, ein manischer Arbeiter, für den jeder zwischenmenschliche Kontakt, selbst der zu Freunden, eine Einschränkung seiner künstlerischen Tätigkeit bedeutete. Zu seinem Glück, vielleicht auch Unglück, denn es fiel ihm zeitlebens schwer, sich von seinen Bildern zu trennen, traf er in den sechziger Jahren den erfahrenen amerikanischen Galeristen Sam Kaner, der in seiner Court Gallery, Kopenhagen, neben der CoBrA Gruppe weitere große Namen der Moderne ausstellte und mit internationalen Galerien, auch mit Peggy Guggenheim, zusammenarbeitete. Sam Kaner zeigte Bertil Sjöberg regelmäßig in Einzelausstellungen und in seinen Summer Exhibitions.

## Malmö – Vision und Erinnerung
Nach einem Aufenthalt in Torroella de Montgrí kehrte Bertil Sjöberg 1976 endgültig mit der Familie nach Malmö zurück.
Es war nie einfach, Bertil Sjöberg Arbeiten zuzuordnen, etwa dem Informel oder den verschiedenen Begriffen des Surrealismus und der phantastischen Kunst. Seitdem der Künstler in Schweden lebte, wurde dies noch erschwert durch die Tatsache, dass er in der Stadt Malmö vielfältige Impulse auffing, die nach seinem Verständnis eine jeweils eigene Ausdrucksform verlangten. Ende der 1970er bis Mitte der 1980er Jahre waren Bertil Sjöbergs Arbeiten neben der „Nabelschnur“ zur Antike von seiner grenzenlosen Verehrung für Henry Moore geprägt. Es entstanden die Moore-Landschaften. In den einen sprengen Moores Gestalten fast die Bildfläche, in anderen lagern sie verloren in einer unendlich weiten Landschaft unter dem künstlichen Licht eines hohen Himmels. Die Reihe Stone and Moore strahlt die  eigenartige Stimmung der Stonehedges aus, die den Künstler ergriffen hat.
Malmös Parks inspirierten ihn zu einer in kaltes Mondlicht getauchten Parkserie, die an den romantischen Dichter Joseph von Eichendorff denken lässt. Museumsbesuche führten zu einer Reihe von Ölbildern und Aquarellen, in denen überdimensionale Fossilien dumpf und unerreichbar menschenleere, erstarrte Landschaften bevölkern. Auch die Erinnerung an Mittelmeerlandschaften und verlassen wirkende spanische Städte beeinflussten seine Arbeit. Auf fast allen Bildern erscheint ein amöbenartiges Wesen in verschiedenen Vergrößerungsstadien.
In den 1990er Jahren kehrte Bertil Sjöberg wiederholt zu seiner Sprache der 1960er Jahre zurück, teils, wie ein Kunstkritiker damals schrieb „tachistisch angenähert“, teils besann sie sich auf Landschaften, die durch malerische Umsetzung, Farb- und Bildintelligenz ein hohes Maß an Künstlichkeit erreichten. In seinen letzten Lebensjahren wechselte er zu Ölkreide über, die er mit unerhört kräftiger Farbgebung handhabte.

## Ausstellungen
Einzel- und Gruppenausstellungen in Dänemark, Deutschland, England, Holland, Spanien und USA.
Seine Bilder sind derzeit ausgestellt in:
- Aabenraa Museum, Dänemark.
- Florence Museum, North Carolina, USA.
- Lunds Landsting, Lunds kommun, Schweden.
- Malmö Konstnämnd, Malmö Museum, Schweden.
- Museo D’Art Contemporani, Ibiza, Spanien.
- Museumsberg Flensburg, Deutschland.
- Rathausgalerie Hirschberg/Bergstraße, Deutschland.
- Statens Museum for Kunst, Kopenhagen, Dänemark.
- Städtische Kunsthalle Mannheim, Deutschland.
- Svenska statens Konstfond, Schweden.

## Ehrungen und Preise
- 1952 – Dänisch-schwedischer Kulturpreis
- 1956 – Ellen Trotzigs Stipendium
- 1979 – Staatliches schwedisches Stipendium